# السياحة في سوريا

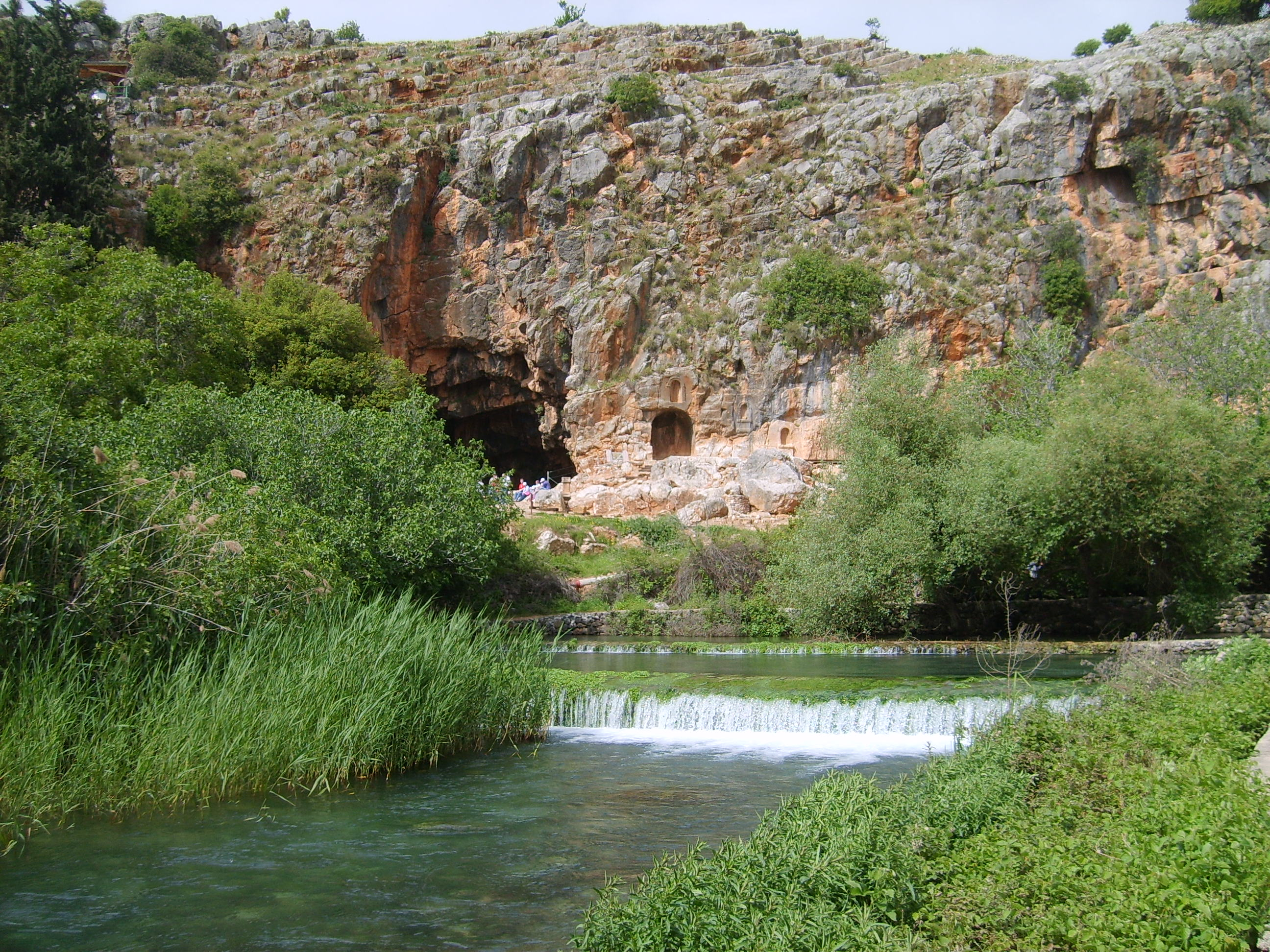
الربيع في بانياس الحولة في سورية ويظهر كهف في الخلف.

السياحة في سوريا تعتبر السياحة من أهم مصادر الدخل القومي في سوريا، كما أن الشعب السوري معتاد على وجود السياح منذ القدم. وتتميز سوريا بوفرة في المزارات السياحية على اختلاف أنواعها وتنتشر المصايف في سوريا على الجبال في مناطق كثيرة جدا إضافة لمصايف الساحل السورى الجميل التي يتلاقى فيه البحر مع الغابة التي تغطي الجبال الساحلية ببساط أخضر وتتخللها الأنهار والشلالات والينابيع والبحيرات الرائعة وتحيط بها الغابات من كل جانب.

## نظرة عامة

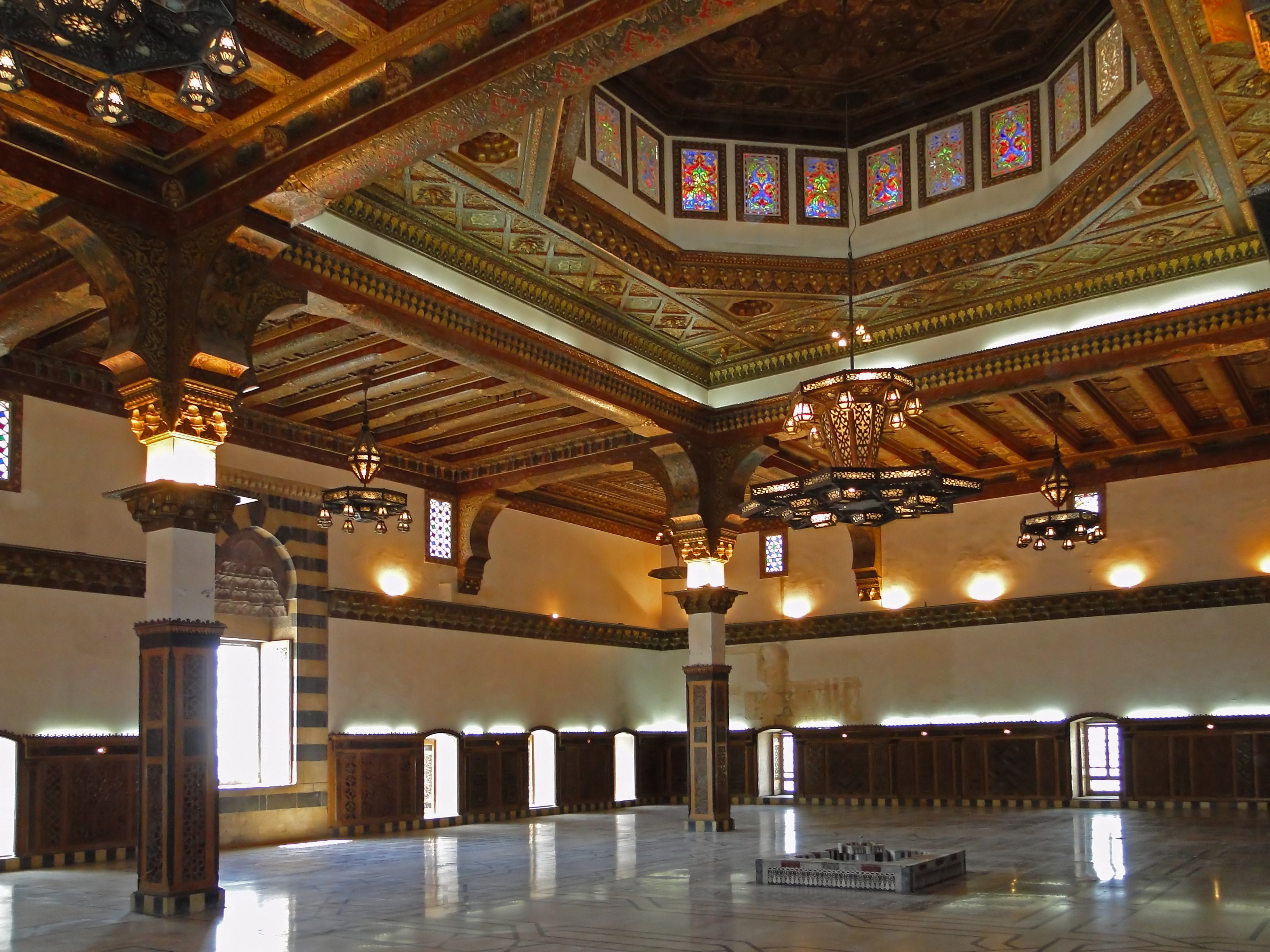
قاعة العرش في قلعة حلب في سوريا

### قبل عام 2011
في عام 2010، زادت السياحة بشكل ملحوظ مقارنة بالعام السابق. وفقًا لوزارة السياحة في يناير 2011، أنه قد زار سوريا حوالي 6 ملايين سائح أجنبي في عام 2009؛ وأنه في عام 2010، قد زارها 8.5 مليون سائح، بزيادة قدرها 40 في المئة. بلغت عائدات السياحة بـ30.8 مليار ليرة سورية (8.4 مليار دولار) في عام 2010، أي 14 بالمائة من اقتصاد البلاد. قدرت تقارير عام 2012 عائدات السياحة لعام 2010 بنحو 6.5 مليار دولار، وهو ما يمثل 12 في المئة من الناتج المحلي الإجمالي. كما يشكل عدد العاملين فيها 11 في المئة من إجمالي اليد العاملة في البلاد.

### بعد عام 2011
منذ بداية الحرب الأهلية السورية في مارس 2011، تراجعت السياحة بشكل حاد. وفقا للتقارير الرسمية. في الربع الأول من عام 2012، بلغت عائدات السياحة حوالي 12.8 مليار ليرة سورية (178 مليون دولار)، مقارنة بـ 52 مليار ليرة سورية (1 مليار دولار) في الربع الأول من عام 2011، وانخفض عدد السياح الأجانب بأكثر من 76 في المئة في الربع الأول من 2012. انخفض عدد العاملين في مجال السياحة بنسبة «الثلثين تقريبًا» في تلك الفترة. وفقًا لليونسكو، تأثرت خمسة من مواقع التراث العالمي الستة في سوريا بالحرب الأهلية. في عام 2012، بعثت سوريا برسالة إلى الأمم المتحدة تصف تراجع مجال السياحة فيها، مشيرة إلى أن معدل إشغال الفنادق في البلاد قد انخفض من 90 بالمئة في العام السابق إلى 15 بالمئة.

## مقومات السياحة

### المناطق الطبيعية
هنا في سوريا تتلون الطبيعة بألوان كثيرة جمال ما بعده جمال في السهول الممتدة في الوديان في الجبال الشاهقة وسط الغابات السورية البديعة في حقول الفاكهة وغابات الزيتون أو في غوطة دمشق الغناء والربوة ربوة دمشق بمصايفها ومنتزهاتها ومطاعمها المعروفة، على ساحل البحر المتوسط والشاطئ حيث تتلاقى بروعة المشهد وسحر المكان الجبال والغابات مع شاطئ البحر مشهد قلَّ مثيله في مكان آخر، قمم جبلية مغطاه بالخضرة وأشجار السنديان والصنوبر والدلب والأرز والبلوط وغيرها بحيرات وأنهار وشلالات ومشاهد وأجواء حالمة وطبيعة ساحرة.

### المصايف
المصايف في سورية من أعرق المصايف وأقدمها في المنطقة العربية وخاصة مصايف ربوة دمشق ومصايف وادي بردى العريقة، ومصايف ومنتجعات جبال سوريا فتمتاز بالمناظر الخلابة والبساتين والغابات الطبيعية والهواء العليل، وكذلك تشتهر سورية بالمدن الأثرية والآثار الكثيرة المنتشرة في كافة أرجاء سوريا والتي تمّت العناية بالكثير منها واستثمارها للجذب السياحي إضافة لمناخ سوريا المعتدل والجميل. مصايف البحر والشواطئ في اللاذقية وطرطوس حيث تنتشر بطول الساحل السوري الشاليهات والفنادق والمخيمات السياحية ويمتاز الساحل بتلاقي الجبال والغابات مع البحر.

### البنية التحتية
تتوفر البنية التحتية السياحية في مدن ومنتجعات ومصايف سوريا الكثيره والتي تشمل فنادق الخمس نجوم والعديد من الفنادق العالمية والقرى السياحية والفنادق متعدده الدرجات والتي يزيد عددها على 700 فندقا والاستراحات والمطاعم الضخمة الراقية والمنتزهات الرائعة وأماكن تخييم طبيعية في الغابات السورية وعدد كبير من شركات السياحة ومكاتب الطيران التي تقدم برامج الرحلات والخدمات السياحية، ودور السينما والمسارح ونوادي السهر والنوادي الثقافية التي تنتشر في كافة المدن والمناطق السورية.
ترتبط المدن السورية المختلفة في جميع أنحاء البلاد بطرق وأتوسترادات حديثة وبشبكة خطوط حديدية قطارات تغطي جميع المحافظات السورية وعدد من المطارات لخطوط الطيران الداخلية والعالمية، ورحلات بحرية عبر موانئ سوريا على المتوسط (ميناء اللاذقية وميناء طرطوس)، ويعتبر التكدس السياحي بشكل عام في دمشق والساحل السوري وحمص وحماة وحلب وخصوصاً مصايف منطقة ريف دمشق ومصايف ومنتجعات وغابات الساحل السوري الرائعة، وغيرهم التي تجذب السياح من جميع أنحاء العالم.
و مدينة عفرين الواقعة في شمال غرب محافظة حلب التي تعتبر من أجمل المناطق السياحية.

### مدن أثرية وقلاع تاريخية
المدن الأثرية
تعتبر سورية متحف طبيعي مفتوح على امتداد الأرض السورية تنتشر المدن والمواقع الأثرية التي يزيد عددها عن 4000 مدينة وموقع اثري منها:-
- - تدمر
  - أفاميا
  - أوغاريت
  - سرجيلا
  - عمريت
  - الرصافة
  - دورا أوربوس (الصالحية)
  - مملكة ماري
  - إيبلا
  - قنوات
  - شهبا
  - بصرى
  - غوزانا (تل حلف)
  - معلولا
  - جبعدين وأعداد كبيرة لا تحصى من المدن والمواقع الأثرية والتاريخية.

القلاع
اما القلاع فإنها من أهم المناطق الأثرية في سوريا فتعد قلاع سوريا من أهم القلاع وأكبرها في منطقة الشرق الأوسط لما تملكه من مواقع إستراتيجية وخاصة على الساحل السوري.
من أهم القلاع:
- - قلعة حلب من أكمل وأكبر القلاع الآسلامية
  - قلعة سمعان دير وقلعة
  - قلعة الحصن- نموذج رائع للقلاع الصليبية
  - قلعة صلاح الدين الأيوبي في اللاذقية
  - قلعة شيزر
  - قلعة دمشق
  - قلعة مصياف
  - قلعة جعبر - جزيرة وسط نهر الفرات
  - قلعة الحصن (حمص) في حمص
  - قلعة المرقب في بانياس (أكبر القلاع السورية، مطلة على البحر، ولها برج مراقبة عند الشاطئ يدعى برج الصبي)
  - قلعة المضيق
  - قلعة يحمور
  - قلعة شميميس
  - قلعة الخوابي
  - قلعة القدموس
  - قلعة صلخد
  - قلعة حمص
  - قلعة صافيتا
  - قلعة الأكراد
  - قلعة فخر الدين المعني

### السياحة الدينية
المزارات الدينية الإسلامية
في سوريا الكثير من المساجد والجوامع والمزارات التاريخية الهامة ومنها المسجد الأموي وكذلك مساجد آل البيت ومنها مسجد السيدة زينب في دمشق ومقام السيدة رقية، ومقام ومزار النبي هابيل كما أن هناك مساجد تاريخية هامة بأسماء الكثير من الصحابة مثل جامع خالد بن الوليد  في حمص ومزارات أبي موسى الأشعري والحجاج ابن عامر وكعب الأحبار ورابعة العدوية وعمر بن عبد العزيز ومزارات ومساجد ومقامات كثيرة في دمشق ومناطق سورية.
المزارات والمقدسات المسيحية
سوريا غنية جدا بالمقدسات المسيحية من كنائس وأديرة هي الأقدم في العالم وأماكن وبلدات هامة بالتاريخ المسيحي مثل معلولا  وجبعدين  وصيدنايا  وكنائس مثل الكنيسة المريمية  ودير سيدة النياح وكنيسة القديس حنانيا  وكنيسة القديس بولس الرسول  وكنيسة الزنار  وكنيسة الصليب وكنيسة الفرنسيسكان وكنيسة قلب لوزه وكنيسة القديس سركيس  وكنيسة يسوع الناصرية  وكنيسة مار يعقوب  وكنيسة الكلدان  وكنيسة مار افرام  وكنيسة السريان  وكنيسة القديس جاورجيوس  ودير مار جرجس البطريركي  ودير سيدة صيدنايا  ودير الشيروبيم ودير مار الياس شويا  ودير السيدة بلمانا  ودير مار موسى و وبطريركية انطاكية وسائر المشرق 
وغيرهم الكثير في جميع أنحاء سوريا.

### السياحة العلاجية
السياحة العلاجية أحد أهداف زيارة سوريا بشتى أنواعها من العلاج في المصحات أو المختصين إلى الاستشفاء بالمياه الكبريتية والمعدنية، ويوجد في سورية عدد كبير من الينابيع المعدنية وقد تنبهت وزارة السياحة السورية لأهمية السياحة العلاجية فأقامت مراكز الاستشفاء ووضعت بعض هذه الينابيع للاستثمار السياحة العلاجية وأصبحت بعض هذه الينابيع مراكز استقطاب سياحي ومن هذه الينابيع المعدنية نبع الحياة الواقع على بعد 45 كم جنوب دمشق في قرية جباب التابعة لمحافظة درعا وكذلك ينابيع رأس العين  والتي بها مجموعة من ينابيع المياه الكبريتية والمعدنية في مدينة رأس العين التي تتبع محافظة الحسكة.
بعض أماكن ينابيع المياه المعدنية والكبريتية العلاجية في سوريا:
- بقين - مياه معدنية - ريف دمشق
- دريكيش - مياه معدنية - محافظة طرطوس
- النبعين - مياه معدنية - محافظة اللاذقية
- أبو رياح - مياه كبريتية - محافظة حمص
- سخنة - مياه كبريتية - محافظة حمص
- فاسريا - مياه كبريتية - محافظة ريف دمشق

## بعض المزارات السياحية
- المسجد الأموي في دمشق
- سوق الحميدية في دمشق
- التكية السليمانية في دمشق
- بانوراما حرب تشرين في دمشق
- ربوة دمشق في دمشق
- غابات الفرنلق في اللاذقية
- الشاطئ الأزرق في اللاذقية
- أم الطيور في اللاذقية
- جزيرة أرواد في طرطوس
- أفاميا في حماة
- نواعير حماه في حماة
- قلعة الحصن في حمص
- مدينة تدمر في حمص
- قلعة حلب في حلب
- المسجد الأموي في حلب
- دير مار موسى الحبشي في ريف دمشق
- معلولا في ريف دمشق
- صيدنايا في ريف دمشق
- بصرى في درعا

أسماء بعض المصايف السورية 
- - الزبداني
  - بلودان
  - بقين
  - دُمّر والهامة
  - مضايا
  - سرغايا
  - صافيتا
  - مشتى الحلو
  - مرمريتا
  - سلمى
  - النبعين
  - القدموس
  - صلنفة
  - الدريكيش
  - كسب
  - رأس البسيط
  - رأس ابن هاني
  - مصياف
  - أبو قبيس
  - وادي العيون
  - سلمى
  - مشقيتا
  - البحيرات السبع
  - مصايف وادي بردى
  - الكفرون
  - جبل الأربعين
  - المشتاية
  - اليعقوبية

### المتاحف في سوريا
- متحف دمشق الوطني
- متحف دمشق التاريخي
- المتحف الحربي
- متحف حلب
- متحف الطب والعلوم عند العرب
- متحف قلعة حلب
- متحف الرقة
- متحف طرطوس
- متحف أفاميا
- متحف بانوراما حرب تشرين
- متحف قصر العظم دمشق
- متحف الخط العربي  دمشق
- متحف السويداء
- متحف إدلب
- متحف اللاذقية
- متحف دير الزور
- متحف تدمر
- متحف عمريت
- متحف قلعة بصرى  بصرى الشام
- متحف شهبا  - السويداء
- متحف الحسكة
- متحف المعرة
- متحف جزيرة أرواد  أرواد
- متحف درعا
- متحف القنيطرة
- المتحف الزراعي - دمشق
- متحف قلعة جعبر  جزيرة وسط نهر الفرات

## الإسهام الأجنبي في السياحة
كتب وألّف الكثير من السياح والرحالة والمستشرقين الكتب والأدلة المفصلة التي تعرف من لم يزر سورية عن المزارات 'طبيعة سوريا وأماكنها التاريخية والأهمية الكبيرة للكثير من الأماكن والمقدسات وغيرها، وكيفية التعامل مع الناس والأسعار وما إلى ذلك مما يهم السائح الغربي. ولذلك يأتي السياح الأجانب إلى سوريا وهم يعرفون أي الأماكن يزورون وفق برنامج محدد.

## العنصر البشري في سياحة سوريا
توجد أقسام السياحة والإرشاد السياحي في جميع الجامعات السورية تقريباً ويتم تخريج دفعات كل عام من المرشدين السياحيين بتخصصات في كثير من لغات العالم ومنها على سبيل المثال الإنجليزية والألمانية والإسبانية والروسية والفرنسية والإيطالية والأثريين مختلف التخصصات والسياحة والسفر والمعهد الفندقي والسياحي لتدريب الكوادر الشابة للعمل في قطاعات السياحة المختلفة.